# The History of Dogs
The History of Dogs to solowy album gitarzysty grupy Butthole Surfers, Paula Leary'ego. Został wydany w 1991 roku. Okładkę płyty stanowi obrazek psa w blond peruce i znajdującego się z tyłu Paula w tej samej peruce. Album charakteryzuje się politycznymi tekstami oraz psychodelicznymi gitarowymi brzmieniami.

## Lista utworów
1. "The Birds are Dying" – 4:00
2. "Apollo One" – 3:13
3. "Dalhart Down the Road" – 2:38
4. "How Much Longer" – 4:03
5. "He's Working Overtime" – 3:22
6. "Indians Storm the Government" – 3:39
7. "Is it Mikey" – 2:40
8. "Too Many People" – 3:23
9. "The City" – 3:03
10. "Fine Home" – 2:28